# 法律要件
法律要件（ほうりつようけん）とは、一定の法律効果を生じるため要求される事実のこと。法学では単に要件とも。特に刑法の分野で、国家刑罰権発生の前提たる要件を構成要件と呼ぶ。また発生する法律効果に応じて、成立要件、効力要件、対抗要件などと言われることもある。
当該要件を満たすことで法律効果を発生させる法律要件を積極的要件、当該要件を満たすことで法律効果の発生が妨げられる法律要件を消極的要件とよぶ。
代金と目的物を定めて売る・買うという意思表示が合致すれば，売買契約という法律要件が成立する。
そこから生じる、売主の権利移転義務，買主の代金支払義務を法律効果という。
法律要件を構成する要素（上記の例では売る・買うという意思表示）は法律事実と呼ばれる。
法律要件は、権利義務関係を発生させるべき一定の社会関係を念頭において設定されている。権利能力者間に社会関係があれば，権利義務関係が生じるが、現在の裁判はその権利義務関係の存否を判断することを役割としている。つまり、法律要件は法律効果と共に、社会関係を法律的に処理するための基本的な概念であるといえる。